# Entebbe
Entebbe város Közép-Ugandában. A Viktória-tó egyik félszigetén helyezkedik el. A település kis ideig  az Ugandai Protektorátus székhelye volt (a kezdetekkor és a függetlenedés előtt pár évvel), a függetlenedésig 1962-ig. Entebbe otthont ad Uganda legnagyobb repülőterének, a róla elnevezett nemzetközi repülőtérnek. A városban található az elnök, Yoweri Museveni hivatalos irodája és rezidenciája.

## Neve
A szó a lugandai nyelvből ered. Az e ntebe szó a lugandai nyelvben ülést vagy széket jelent. Itt székelt az Egyesült Királyság ugandai kormánya az 1960-as évek elején. Ma az épület Uganda elnökének rezidenciája és irodája.

## Történelem
A város nevét a bagandaiak adták, mivel itt volt a nép vezetőjének székhelye. 1893-ban az Egyesült Királyság is itt alakította ki adminisztrációs és kereskedelmi központját amikor megjelent a mai Uganda területén. A települést Sir Gerald Portal (akiről Fort Portalt elnevezték) jelölte ki bázisul. Eközben Port Bell Kampala kikötőjeként kezdett el működni.
Entebbének ma sincs fontos kikötője, csupán egy mólója van, ami a kisebb kompokat fogadja. A városról manapság legtöbbeknek az Entebbei nemzetközi repülőtér jut az eszébe, amit 1929-ben alapítottak és ahol 1976-ban az izraeliek sikeres túszmentőakciót hajtottak végre.
Ma a közlekedési-, illetve a foglalkoztatásért felelős minisztérium működik a városban.

## Földrajz
Entebbe a trópusi övben található, egyenlítői éghajlattal rendelkezik, tehát egész évben meleg van, az átlaghőmérséklet soha nem süllyed 10°C alá, és nagyon sokat esik az eső. Ellenben vannak furcsa, a szavannákhoz hasonló éghajlati adottságai is (például, hogy a csapadékos április és május után, nagyon száraz június és július következik).
| Hónap                         | Jan. | Feb. | Már. | Ápr. | Máj. | Jún. | Júl. | Aug. | Szep. | Okt. | Nov. | Dec. | Év   |
| ----------------------------- | ---- | ---- | ---- | ---- | ---- | ---- | ---- | ---- | ----- | ---- | ---- | ---- | ---- |
| Rekord max. hőmérséklet (°C)  | 32,0 | 32,0 | 33,0 | 28,0 | 28,0 | 29,0 | 28,0 | 29,0 | 31,0  | 29,0 | 32,0 | 29,0 | 33,0 |
| Átlagos max. hőmérséklet (°C) | 27,0 | 27,0 | 26,0 | 26,0 | 25,0 | 25,0 | 24,0 | 25,0 | 26,0  | 26,0 | 26,0 | 26,0 | 25,7 |
| Átlagos min. hőmérséklet (°C) | 18,0 | 18,0 | 18,0 | 18,0 | 18,0 | 17,0 | 17,0 | 17,0 | 17,0  | 17,0 | 18,0 | 17,0 | 17,5 |
| Rekord min. hőmérséklet (°C)  | 14,0 | 14,0 | 14,0 | 15,0 | 15,0 | 14,0 | 12,0 | 13,0 | 14,0  | 14,0 | 14,0 | 12,0 | 12,0 |
| Átl. csapadékmennyiség (mm)   | 66   | 91   | 160  | 257  | 244  | 122  | 76   | 74   | 74    | 94   | 132  | 117  | 1507 |
| Forrás: BBC Weather           |      |      |      |      |      |      |      |      |       |      |      |      |      |

## Közlekedés
A város déli határában található a nagy forgalmat lebonyolító entebbei nemzetközi repülőtér, amelyből a világ minden tájára indulnak járatok, például Buenos Airesbe Londonba, vagy Sydneybe.
A városban ér véget a Kampala-Entebbe autópálya, amely elsőként épült meg a vidéken.

## Testvérvárosok
- Askelón, Izrael

## Fordítás
- Ez a szócikk az angol Entebbe szócikk részleges fordításával jött létre.